# Адлер, Лу
Лу Адлер (англ. Lou Adler, род. 13 декабря 1933 года) — американский музыкальный менеджер, продюсер.
Музыкальный сайт AllMusic называет Лу Адлера «одной из ключевых фигур (англ. instrumental figure) в мире рока 1960-х и 1970-х годов.»
Позже он занялся кинобизнесом. В частности, Адлер был продюсером фильма «Шоу ужасов Рокки Хоррора» (1975), а также в конце 1970-х сам как режиссёр снял кое-что из цикла комедийных фильмов про Чича и Чонга.

## Премии и признание
В 2013 году заслуги Лу Адлера перед музыкальной индустрией были высоко отмечены — он был принят в Зал славы рок-н-ролла в категории «Неисполнители». (С 2008 года эта категория официально называется «Премией Ахмета Эртегюна за жизненные достижения» — в честь музыкального продюсера и бизнесмена, одного из основателей Зала славы рок-н-ролла.)